# Pterula cystidiata
Pterula cystidiata är en svampart som beskrevs av Corner 1952. Pterula cystidiata ingår i släktet Pterula och familjen mattsvampar.   Inga underarter finns listade i Catalogue of Life.